# ら・ぶ・ら・ぶ調教 ふたご姉妹
『ら・ぶ・ら・ぶ調教 ふたご姉妹』（らぶらぶちょうきょう ふたごしまい）は、日本のアダルトゲームブランド・スワンが2008年3月28日に発売した18禁アドベンチャーゲーム。

## 概要
有限会社アセンドアイの廉価版ブランドの一つ・スワンの第6作。主人公の父親が知人の娘である双子の姉妹を自宅で預かることになり、最初は主人公と双子のどちらも戸惑いつつ次第にHを通じて親密な関係になって行くというストーリーである。ヒロインが双子であるという特性上より、3Pの描写が多い。
本作発売の後、姉妹ブランド・スワンマニアが本作と同様に双子姉妹との恋愛を題材とする『ヤンもえ双子姉妹 〜病んで孕んで愛されて…〜』及び『ふたぽこ☆みっくす』を発売しているが、本作はスワン系ブランドが「ボテもえ」路線へシフトする直前に発売されており『ヤンもえ』や『ふたぽこ』のようにヒロインが主人公の子供を妊娠する描写は含まれていない。

## 登場人物
笹倉 健吾（ささくら けんご）
主人公。生まれてこのかた異性運に恵まれず、本人もそのことを気にしていた。ところがある日、父親が知人の事情でその娘である双子を預かることになり、冗談めかして「いつまで経っても彼女が出来ないお前へのプレゼント」として春日姉妹を紹介したことで生活が一変する。基本的に面倒臭がりで場に流されやすく、自分の確たる意見を持たないことが多いためその場にいる相手の意見に同調してしまいやすい所がある。
春日 月菜（かすが るな）
父親の知人の娘である双子姉妹の姉。一卵性で妹の陽菜と外見は非常によく似ているが、瞳の色と薄い桜色のリボン着用で判別可能。しっかり者で家庭的だが寂しがりな所があり、また異性に対する警戒心が薄いためか夜になると健吾のベッドに潜り込んで来る。
春日 陽菜（かすが ひな）
双子姉妹の妹。姉の月菜とは瞳の色と紅色のリボン着用で判別可能。月菜を健吾に取られるのではないかと警戒心を剥き出しにして接して来る。性格や言葉遣いは月菜に比べて多少、荒っぽい所があり家事は大の苦手。

## スタッフ
- シナリオ - 月待兎
- 原画 - 桃竜
- 音楽 - Arp